# Måns Persson
Måns Persson var borgare och den förste kände guldsmeden i Uppsala. Han omtalas första gången som borgare och guldsmed 1532, var 1537 fogde på Uppsala gård, och 1540-1559 Uppsalas borgmästare. 1553 dömdes han till böter, då han köpt mer silver än tillåtet vid Salberget. Man vet att han dog före 1561 – hans änka omnämns nämligen detta år. Några bevarade arbeten efter honom är inte kända.